# Колонија Климатика (Белуно)
Колонија Климатика (итал. Colonia Climatica) је насеље у Италији у округу Белуно, региону Венето.
Према процени из 2011. у насељу је живело 2 становника. Насеље се налази на надморској висини од 489 м.